# Pseudoptygonotus jinshanensis
Pseudoptygonotus jinshanensis är en insektsart som beskrevs av Zheng, Z., F-m. Shi och Jun Chen 1994. Pseudoptygonotus jinshanensis ingår i släktet Pseudoptygonotus och familjen gräshoppor. Inga underarter finns listade i Catalogue of Life.